# 시카모어 갭 트리
시카모어 갭 트리(Sycamore Gap Tree), 또는 로빈후드 나무(Robin Hood Tree)는 영국 노섬벌랜드의 크래그 호수( Crag Lough) 근처 하드리아누스 성벽 옆에 서 있는 개버즘 단풍나무이다. 이 나무는 빙하가 녹은 물에 의해 극적으로 형성된 물웅덩이에 위치했으며 영국에서 가장 사진이 많이 찍힌 나무 중 하나이자 영국 북동부의 상징으로 묘사되는 인기 있는 사진 주제였다. 1991년 영화 로빈 후드: 도둑들의 왕자의 인상적인 장면에 등장하여 별명인 로빈후드 나무가 나오게 되었다. 이 나무는 2016년 영국 올해의 나무 상을 수상했다. 하지만 2023년 9월 28일 이른 아침에 당국에서 "야만적 파손 행위"라고 표현한 행위에 의하여 벌목되었다. 나무가 쓰러지자 분노와 슬픔이 쏟아졌다.

## 위치
시카모어 갭 트리는 잉글랜드 북부 노섬벌랜드의 하우스스테즈 로먼 포트 (Housesteads Roman Fort) 서쪽 약 2 마일 (3.2 km) 근처, 마이캐슬 39 와 크래그 호수(Crag Lough) 사이, 하드리아누스 성벽 부근의 NY 761677 지점에 있다. 성벽의 이 부분은 윈실 (Whin Sill)의 노두(outcop) 부분인 절벽의 가장자리와 빙하수가 녹아서 발생하는 몇 개의 경사가 급한 침하 지역을 따라서 형성되어 있다. 이 나무는 절벽과 장벽이 양쪽에서 극적으로 솟아 오르는 이 침하 지역 중의 한 곳에 서 있었다. 나무가 있던 자리를 포함한 장벽과 인접 토지는 내셔널 트러스트의 소유이다.
인기 있는 명소인 이 나무는 미국에서 가장 많이 사진이 찍히는 곳 중 하나로 묘사되었으며 이 위치는 노섬벌랜드 국립공원 전체에서 가장 많이 사진이 찍힌 지점일 수도 있다. 이 나무는 인근 B6318 군사 도로에서도 보였다. "시카모어 갭"이라는 이름은 오던스 서베이사(Ordnance Survey)에서 해당 지역에 대한 지도를 만들면서 아직 무명인 지점에 이름이 있는지 문의하자 내셔널 트러스트 직원이 지은 것이다.

## 역사
이 나무는 단풍나무의 일종인 시카모어 메이플( Acer pseudoplatanus )이다. 내셔널 트러스트에 따르면 이 나무는 19세기 말 이전 토지 소유자였던 뉴캐슬의 변호사인 존 클레이턴 (1792~1890)이 조경 목적으로 심었는데 수령이 약 150년이 되었다. 클레이턴은 부유한 가문의 일원이었으며 로마시대의 체스터 요새를 물려받았다. 그는 거의 50년 동안 하드리아누스 성벽의 열성적인 발굴자였으며, 매년 발굴을 하면서 하드리아누스 성벽 건설에 대한 이해를 높이고 사람들이 농가와 기타 건물을 짓기 위해 다듬은 돌을 가져가는 것에 의해 그것이 파괴되고 있다는 것을 걱정하게 되었다. 그가 죽을 때까지 그는 5개의 요새와 약 20마일에 달하는 하드리아누스 성벽을 소유했다. 그는 이러한 사이트를 구입함으로써 자신의 보호를 받게 하였다.
이 나무는 1991년 케빈 코스트너의 영화 로빈 후드: 도둑들의 왕자의 시작 부분의 주요 장면에 등장했으며 이후 "로빈 후드 나무"로 알려지게 되었지만, 실제로는 셔우드 숲에서 약 273km 떨어진 곳에 있다. 영화 사운드 트랙의 노래인 브라이언 아담스의 " (Everything I Do) I Do It for You" 뮤직 비디오에도 등장했다. 이 영상은 영국 TV 시리즈 Top of the Pops 에 자주 게재되었다. 또한 TV 범죄 드라마 Vera와 로빈 그린이 출연한 다큐멘터리 시리즈인 More Tales from Northumberland 출연했다. 이 사이트는 천체 사진가와 별 관찰자 사이에서 인기가 있었다.
2003년 5월 30일 《영국의 섬들 -자연의 역사-》를 촬영하던 헬리콥터가 약 30 미터 (98 ft) 높이에서 발표자 Alan Titchmarsh를 간신히 피하면서 추락했지만 나무는 손상을 면했고, 항공기에 탑승한 4명은 가벼운 부상을 입었다.
2016년에는 이 나무가 영국 올해의 나무 대회에 후보로 올랐다. 200명의 경쟁사 중에서 최종 후보 10명으로 선정되어 11,913표 중 2,542표를 획득하며 우승을 차지했다. 상금은 나무의 건강을 조사하고 그 위를 지나는 많은 사람들의 통행으로 인해 노출된 뿌리를 보호하기 위한 작업을 수행하는 데 사용되는 £1,000의 보조금이었다. 또 2017년 유럽 올해의 나무 콘테스트에 참가하여 7,123표를 얻어 16개 중 5위를 차지했다.

## 벌목

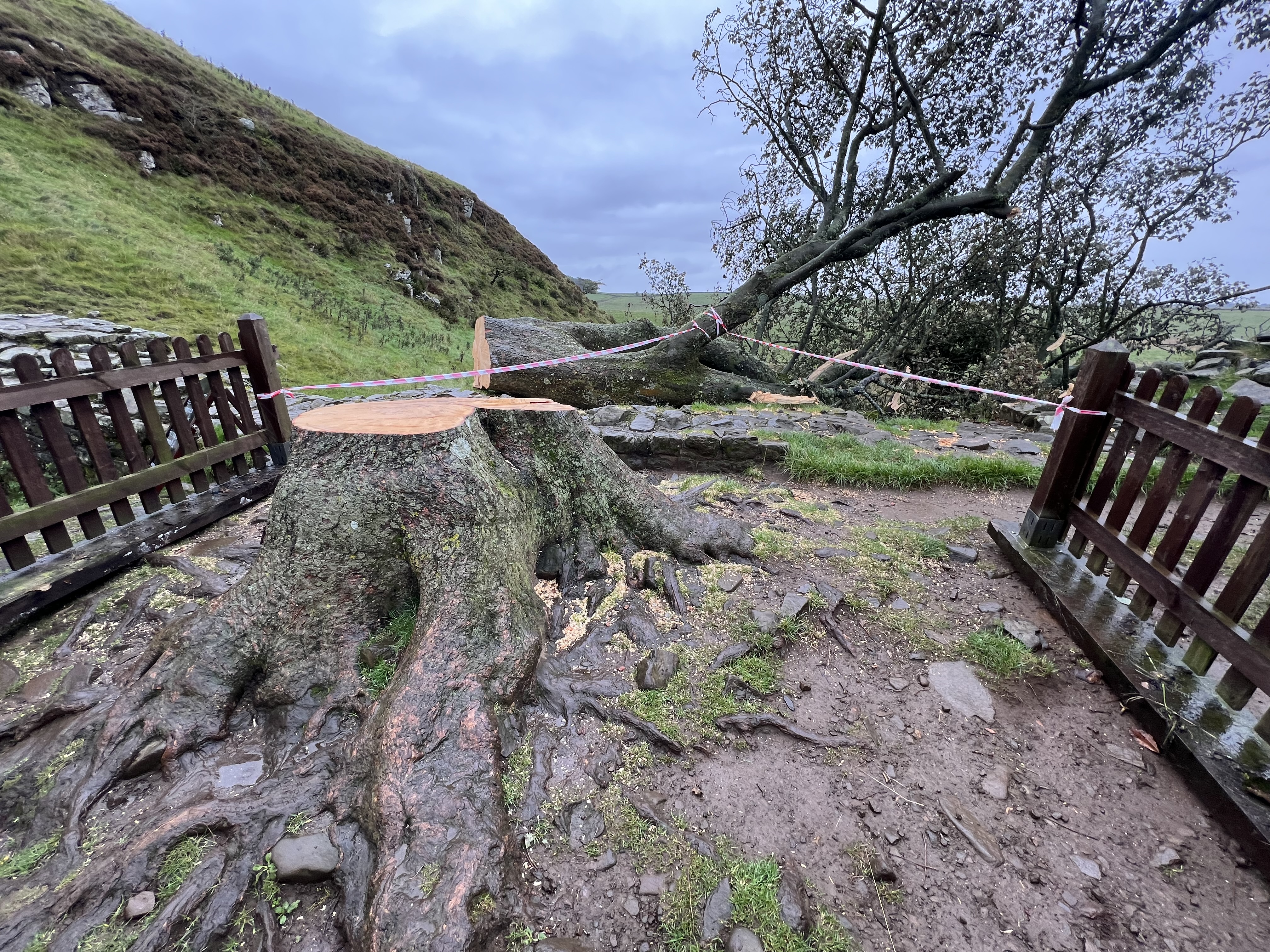
쓰러진 지 이틀 뒤의 나무

이 나무는 2023년 9월 28일 이른 아침에 벌목되었다. 폭풍 아그네스로 인한 강풍으로 인해 지역 주민들은 아무 소리도 듣지 못했다.
노섬벌랜드 국립공원 당국은 이 사건이 고의로 이루어진 것으로 믿는다고 하였다. 이 나무는 전기톱으로 줄기 밑 부분을 잘라낸 것으로 보이며 잘린 부분 바로 아래에 흰색 선 스프레이가 그려져 있다. 절단의 성격과 톱의 명백한 날카로움으로 인해 경찰과 공원 관리인은 상당한 기술을 가진 사람이 절단한 것이라고 결론을 내렸다.
노섬브리아 경찰 그날 오후 벌목과 관련해 16세 소년을 범죄 혐의로 체포했다. 68세 남성도 벌목과 관련해 다음날 체포됐다.
상징적인 나무가 파괴되면서 분노와 슬픔이 쏟아졌다. 수십 년 동안 이 상징적인 나무는 청혼, 결혼식, 사랑하는 사람의 유골을 뿌리는 배경이 되었다. 내셔널 트러스트의 잉글랜드 북부 지역 이사는 이렇게 말했다. "우리가 본 엄청난 양의 홍수는 사람과 자연 사이의 연결이 다양한 형태로 얼마나 중요한지 보여줍니다. 우리가 이 특별한 나무와 이 매우 특별한 나무에 대한 계획을 고려할 때 우리는 또한 전국의 나무, 풍경, 자연에 대한 지원을 활용하고 단풍나무를 회복의 상징으로 사용할 것입니다."
9월 29일, 내셔널 트러스트의 관리자는 그루터기가 "건강해 보인다"고 말했으며 잡목 형태로 다시 자랄 수 있다고 생각한다고 했지만, 수년이 걸려야 작은 나무로 성장할 수 있고, 우리가 잃어버린 나무와 비슷한 나무로 회복하려면 150 내지 200년이 지나야 가능할 것이다."라고 말하였다. 새로운 묘목을 번식시키는 데 사용할 씨앗을 나무에서 수집했다.
히스토릭 일글랜드에서 하드리아누스 성벽을 예비 조사한 결과 "일부 손상"이 드러났다. 쓰러진 나무는 크레인으로 절단 및 제거되어 내셔널 트러스트 부지에 보관되었다.

## 사진

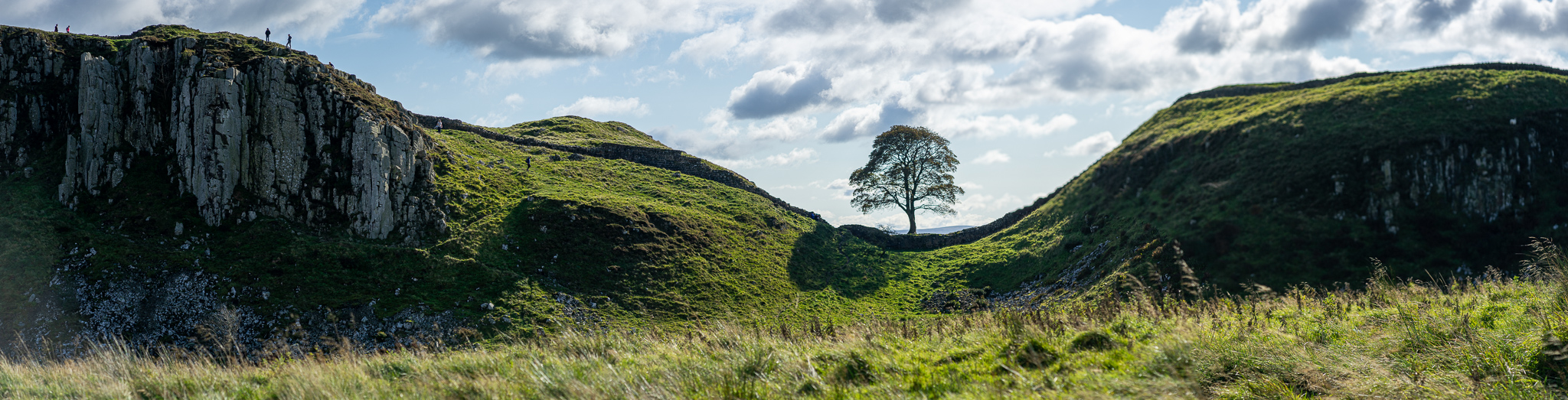
시카모어 갭 지역의 전경
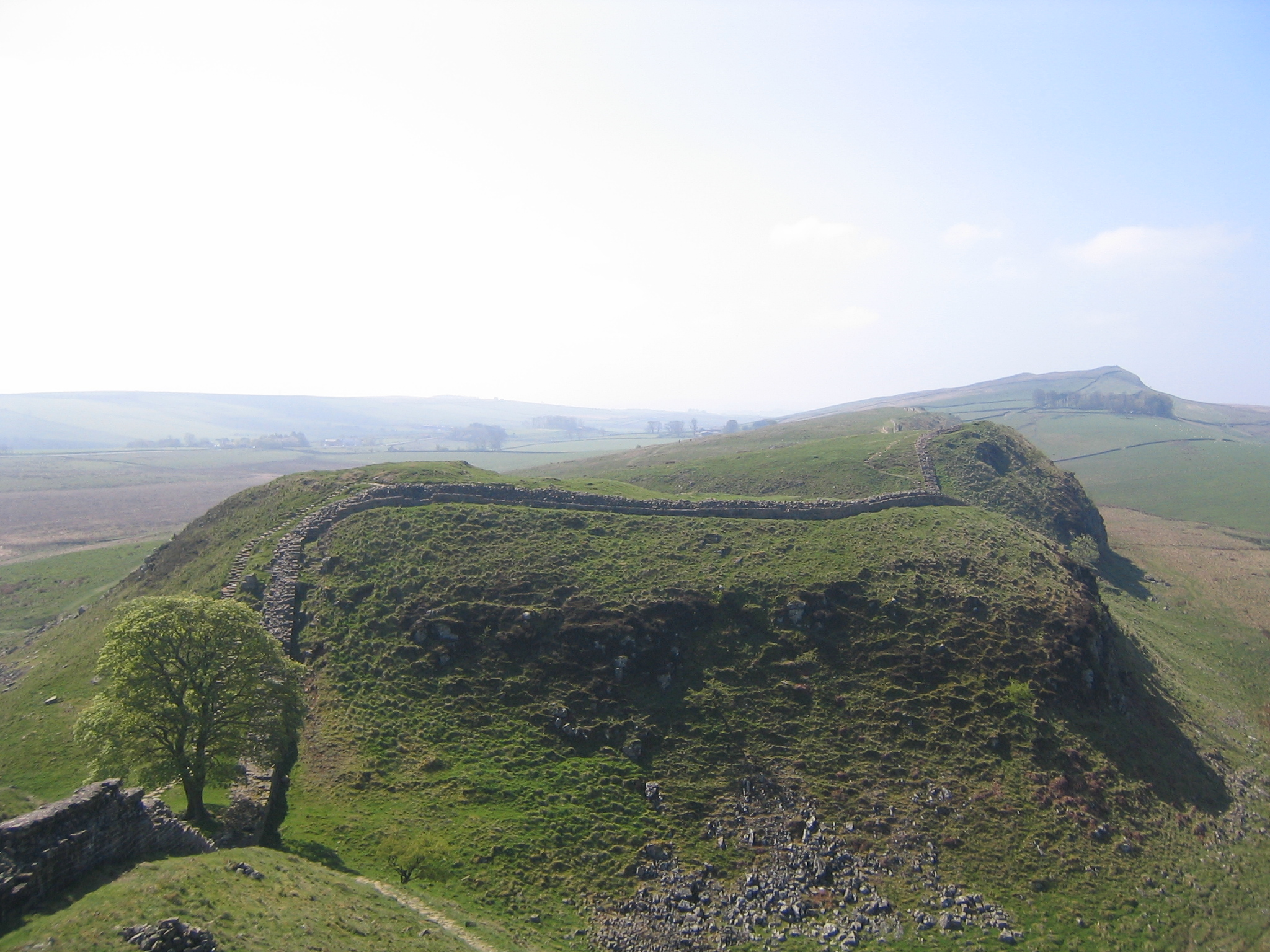
하드리아누스 방벽의 북측에서 바라본 서쪽 전경
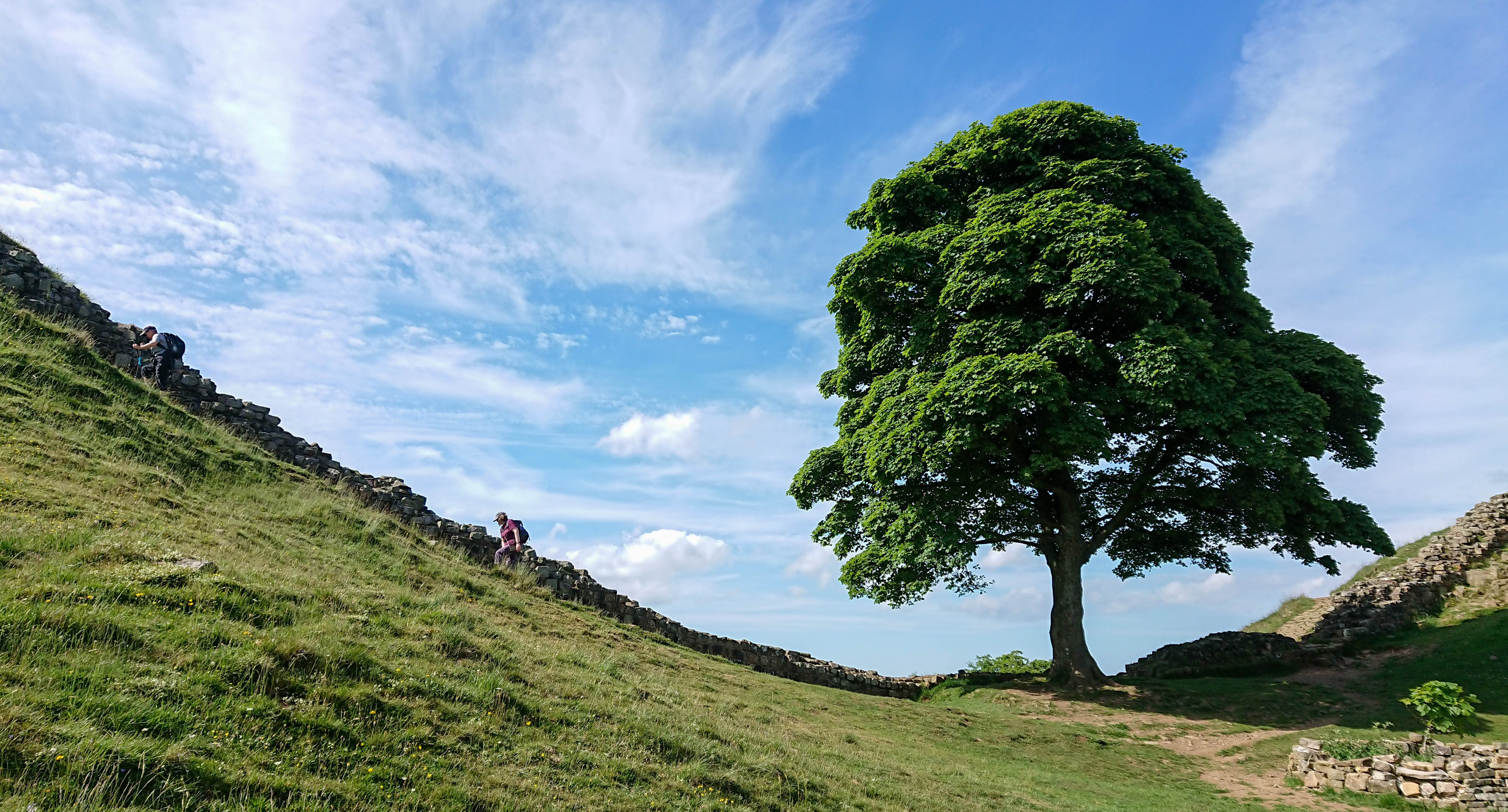
2018년 여름의 시카모어 갭 트리
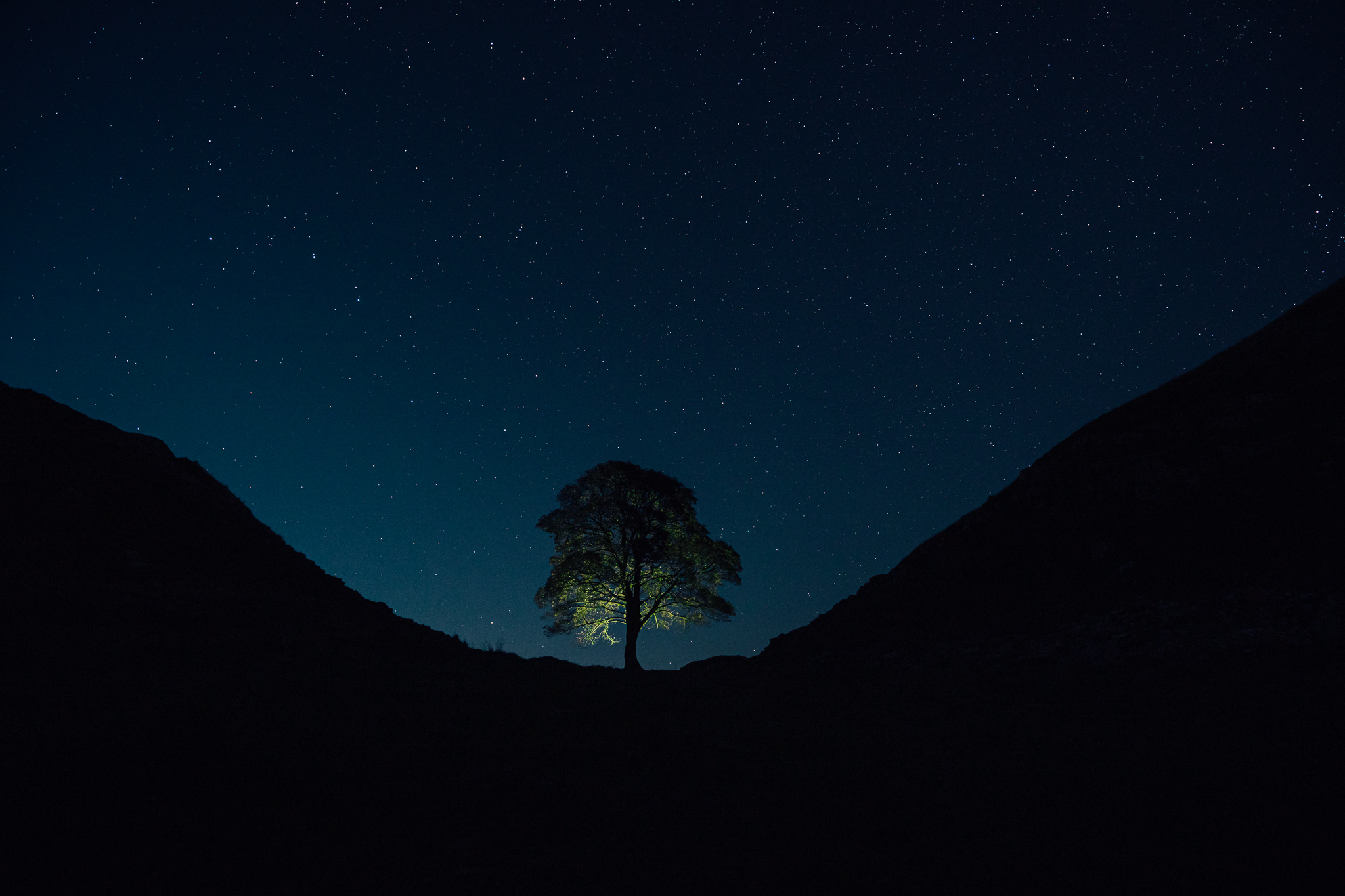
시카모어 갭에서 찍은 천체 사진

## 추가 자료
- Smith, Rory (2023년 10월 6일). “A Tree Was Felled. No One Heard It. How Do You Find Out Who Did It?”. 《The New York Times》 (미국 영어). 2023년 10월 9일에 원본 문서에서 보존된 문서. 2023년 10월 6일에 확인함.